# O Herdeiro Impossível
O Herdeiro Impossível (hangul: 로얄로더; rr: Ro-yallodeo) é uma série de televisão de 2024 com o tema de revenge drama de trabalho escrito por Choi Won, dirigido por Min Yeon-hong e estrelado por Lee Jae-wook, Lee Jun-young e Hong Su-zu. Trata-se de uma história de jogadores de liga menor tentando tomar o trono do maior conglomerado da Coreia do Sul. Foi lançado em todo o mundo na Disney+ de 28 de fevereiro a 3 de abril de 2024, todas as quartas-feiras.

## Sinopse
Kang In-ha, que deixa a sua vida de pobreza para trás depois de saber que é filho ilegítimo de um proprietário de conglomerado. Refuzido pelos membros de sua nova família, In-ha pede a ajuda de seu amigo de infância Han Tae-oh para criar um plano para assumir a empresa e conquistar seus lugares no topo da sociedade.

## Elenco

### Principais
- Lee Jae-wook como Han Tae-oh: filho de um pai assassino. Ele tem uma personalidade de sangue frio.[9]
- Lee Jun-young como Kang In-ha: um filho ilegítimo do Grupo Kangoh.[9]
- Hong Su-zu como Na Hye-won: filha de um cobrador de dívidas.[9]

### Apoio
- Han Sang-jin como Kang In-ju: primeiro filho do Kangoh Group e presidente do Kangoh Resort.[10]
- Choi Jin-ho como Kang Jung-mo: pai de In-joo que é presidente do Kangoh Group.[11]
- Kim Ho-jung como Jang Geum-seok: Madrasta de In-joo e esposa de Jung-mo.[2][11]
- Lee Ji-hoon como Kang Seong-ju: segundo filho do Grupo Kangoh.[12]
- Kim Young-joo como Yoon Hyang-mi: mãe de Hye-won.[13]
- Ko Chang-seok como Chae Dong-wook: professor de Tae-oh quando ele era professor universitário e se torna o diretor do Centro de Cooperação de Co-Prosperidade.[14]
- Choi Hee-jin como Kang Hee-joo: a filha mais nova de Jung-mo que se apaixona por Tae-oh.[15]
- Heo Nam-joon como Ha Myeong-jin[16]
- Jang Hyuk-jin como Chu Hyuk-Jin: Secretária de Jung-mo.[carece de fontes?]
- Choi Byung-mo como Han Kil-su: paiostro de Tae-oh.[carece de fontes?]
- Woo Hyun como chefe da aldeia[carece de fontes?]

## Produção
As filmagens começaram em 2023, e a série teria custado  20 bilhões de won sul-coreanos.